# コメディフランキーズ
『コメディフランキーズ』は、1963年7月5日から1964年7月10日までTBSで放送されていたバラエティドラマである。放送時間は金曜日午後9時00分 - 9時30分。東洋レーヨン（現：東レ）一社提供。

## 概要
毎回、歴史上の人物や、有名文学の主人公をフランキー堺がコミカルに演じるコント風ミニドラマ。フランキーが喜劇俳優出身ということで大いに期待されていたが、この頃からすでにドラマや映画ではシリアスな演技が目立ち、演劇論の研究に没頭するなど理論家の傾向が強くなっていた。タイトルも『コメディ・フランセーズ』のもじり。そのため、本作も家庭向けの喜劇でありながら教養的な歴史劇でもある、というインテリ志向の強いものであった。コンセプト的には後年のモンティ・パイソンや『カノッサの屈辱』の先駆とも言えるが、視聴者の支持は得られず、わずか1年で終了している。

## 出演
- フランキー堺
- 朝丘雪路
- 八波むと志

| TBS系 金曜21時台前半枠 | TBS系 金曜21時台前半枠 | TBS系 金曜21時台前半枠 |
| 前番組                 | 番組名                 | 次番組                 |
| ---------------------- | ---------------------- | ---------------------- |
| パパだまってて         | コメディフランキーズ   | チャコちゃん社長       |

| スタブアイコン | サブスタブ | この項目は、まだ閲覧者の調べものの参照としては役立たない、テレビ番組に関連した書きかけの項目です。この項目を加筆・訂正などしてくださる協力者を求めています（P:テレビ/PJ:放送または配信の番組）。 |